# Celticecis capsularis
Celticecis capsularis är en tvåvingeart som först beskrevs av William Hampton Patton 1897.  Celticecis capsularis ingår i släktet Celticecis och familjen gallmyggor. Inga underarter finns listade i Catalogue of Life.